# NSI 루나비크
NSI 루나비크는 페로 제도의 축구 클럽으로 루나비크를 연고로 1957년 3월 24일에 창단되었다. 루나비크는 2003년에 처음으로 유럽 대회에 참가하였다.
2007년엔 처음으로 페로 제도 프리미어리그 우승을 차지하였다. 그리고 페로 제도 컵을 1986년과 2002년, 2회 우승하였다. 또한 1980년, 1985년, 1988년, 2004년에는 컵 대회 준우승을 하였다.

## 역대 성적
- 페로 제도 프리미어리그

우승 (1): 2007
- 페로 제도 컵

우승 (2): 1986, 2002
- 페로 제도 슈퍼컵

우승 (1): 2007

## 유럽 대회 결과
| 시즌    | 대회         | 라운드    | 클럽                    | 경기결과 |
| ------- | ------------ | --------- | ----------------------- | -------- |
| 2003/04 | UEFA컵       | 예선전    | FK 륀 오슬로            | 1-3, 0-6 |
| 2004/05 | 인터토토컵   | 1회전     | 에스비에르 fB           | 1-3, 0-4 |
| 2005/06 | UEFA컵       | 예선1회전 | 리에파야스 메탈루르크스 | 0-3, 0-3 |
| 2008/09 | 챔피언스리그 | 예선1회전 | 디나모 트빌리시         | 0-3, 1-0 |
| 2009/10 | 유로파리그   | 예선1회전 |                         |          |

## 선수 명단

### 현역
- 클래민트 올슨(2007 ~ )